# Clyde River (Nunavut)
Clyde River, Territorium Nunavut, ist eine an der Nordostküste der Baffin-Insel am Ufer der Patricia Bay gelegene Siedlung mit etwa 900 Einwohnern (davon 95 % Inuit). Der Inuktitut-Name lautet Kangiqtugaapik (ᑲᖏᖅᑐᒑᐱᒃ), „hübsche kleine Meeresbucht“ (der Baffin Bay). Es ist die fünftgrößte Siedlung der Insel.
Der Fluss, nach dem die Ansiedlung benannt ist, kommt von Westen aus dem Gebiet des Sawtooth Mountain (ca. 337 m), umrundet das Siedlungsgebiet nördlich und mündet von Nordosten in die Patricia Bay.
Die umliegende Fjordwelt ist seit etwa 2.000 Jahren von Inuit bzw. deren Vorfahren besiedelt, und vor 1.000 Jahren haben Wikinger von Grönland her die Baffin Bay überquert und dürften sich für einige Zeit hier aufgehalten haben. Kartografiert wurde der Landstrich durch Robert Bylot und William Baffin im Jahr 1616. Ab 1820 kreuzten Walfänger, vor allem aus Schottland, auf, um Grönlandwale zu jagen. Nach dem Niedergang des Walfangs am Anfang des 20. Jahrhunderts nahm der Handel Aufschwung, und die Hudson’s Bay Company errichtete 1924 am Clyde River einen Handelsposten. Während des Zweiten Weltkriegs entstand am Cape Christian, 10 Kilometer von der Inuit-Siedlung entfernt und unmittelbar an der Meeresküste, eine inzwischen wieder aufgegebene US-amerikanische Wetterstation. Der heutige Ort Clyde River wurde erst zwischen 1967 und 1970 angelegt; bessere Wasserversorgung und geeignetes Gelände für eine Flugzeugpiste waren die Gründe für die zunehmende Verlegung der Siedlung auf die gegenüberliegende Seite der Bucht.
Es bestehen direkte Linienflugverbindungen (Canadian North) mit Iqaluit und Pond Inlet.